# Abebe Hailou
Abebe Hailou (ur. 19 września 1933) – etiopski lekkoatleta, sprinter.
Brał udział w igrzyskach olimpijskich w 1956 (Melbourne). Wystąpił we wszystkich sprinterskich konkurencjach, czyli w biegach na 100, 200 i 400 m oraz w sztafetach 4 × 100 metrów i 4 × 400 metrów. W każdej z nich odpadał jednak w pierwszej fazie eliminacji. Uzyskiwał odpowiednio następujące czasy: 11,54 s, 23,25 s, 49,18 s; w sztafetach natomiast 44,47 s i 3:29,93 min.
Rekord życiowy w biegu na 200 metrów: 21,6 (1960).